# Cecharismena
Cecharismena é um gênero de traça pertencente à família Erebidae.